# Нова вещественост (литература)
Вижте пояснителната страница за други значения на Нова вещественост.
Понятието Нова вещественост или Нова предметност (на немски: Neue Sachlichkeit; в англоезичния свят Нова обективност и Социален реализъм) обозначава на първо място течение в литературата на Ваймарската република. То се отнася за произведенията от периода между двете световни войни, в които е представена тенденцията към рушащо илюзиите представяне на обществото, еротиката, техниката и световната икономическа криза от края на 1920-те години, в отговор на литературата на експресионизма. Представителите на Новата вещественост в литературата са свързани с късния натурализъм, но се отличават от него по своето разочаровано от политиката съзнание и по прилагането на псевдонаучна обективност.
Не е известно кой въвежда понятието Нова вещественост. Обикновено биват посочвани Ото Дикс (1922) и Густав Фридрих Хартлауб (1923). И двамата свързват понятието с концепцията за нова обективност в изобразителното изкуство. Изложбата Нова вещественост в Манхайм през 1925 г. може да се разглежда като начало на доминацията на Новата вещественост като стил на епохата. През 1926 г. холандското списание за изкуство De Stijl пренася названието от изобразителното изкуство върху литературата.
Възходът и падението на стила на Новата вещественост са тясно свързани в Германия с историята на Ваймарската република (1919 – 1933). Упадъкът на Новата вещественост започва с Голямата депресия през 1929 г. С идването на власт на нацистите през 1933 г. идва времето за нов разцвет на патетично-идеологическата литература. Подкрепящото демокрацията писане на авторите на Новата вещественост довежда до публичните изгаряния на книгите им и до ареста на някои автори, които не са успели навреме да избягат в изгнание.

## Литературни жанрове
- Прагматична лирика (на немски: Gebrauchslyrik). Най-важните представители са Ерих Кестнер, Курт Тухолски и Бертолт Брехт.
- Роман на времето (на немски: Zeitroman). Най-важните представители са Ерих Мария Ремарк, Алфред Дьоблин, Лион Фойхтвангер и Ерих Кестнер.
- Репортажна литература (на немски: Reportageliteratur). Най-важният представител е Егон Ервин Киш.
- Епически театър (на немски: Episches Theater). Най-важният представител е Бертолт Брехт.
- Критически народен театър (на немски: Kritisches Volkstheater). Най-важният представител е Йодьон фон Хорват.